# Nikolaus Heyendal

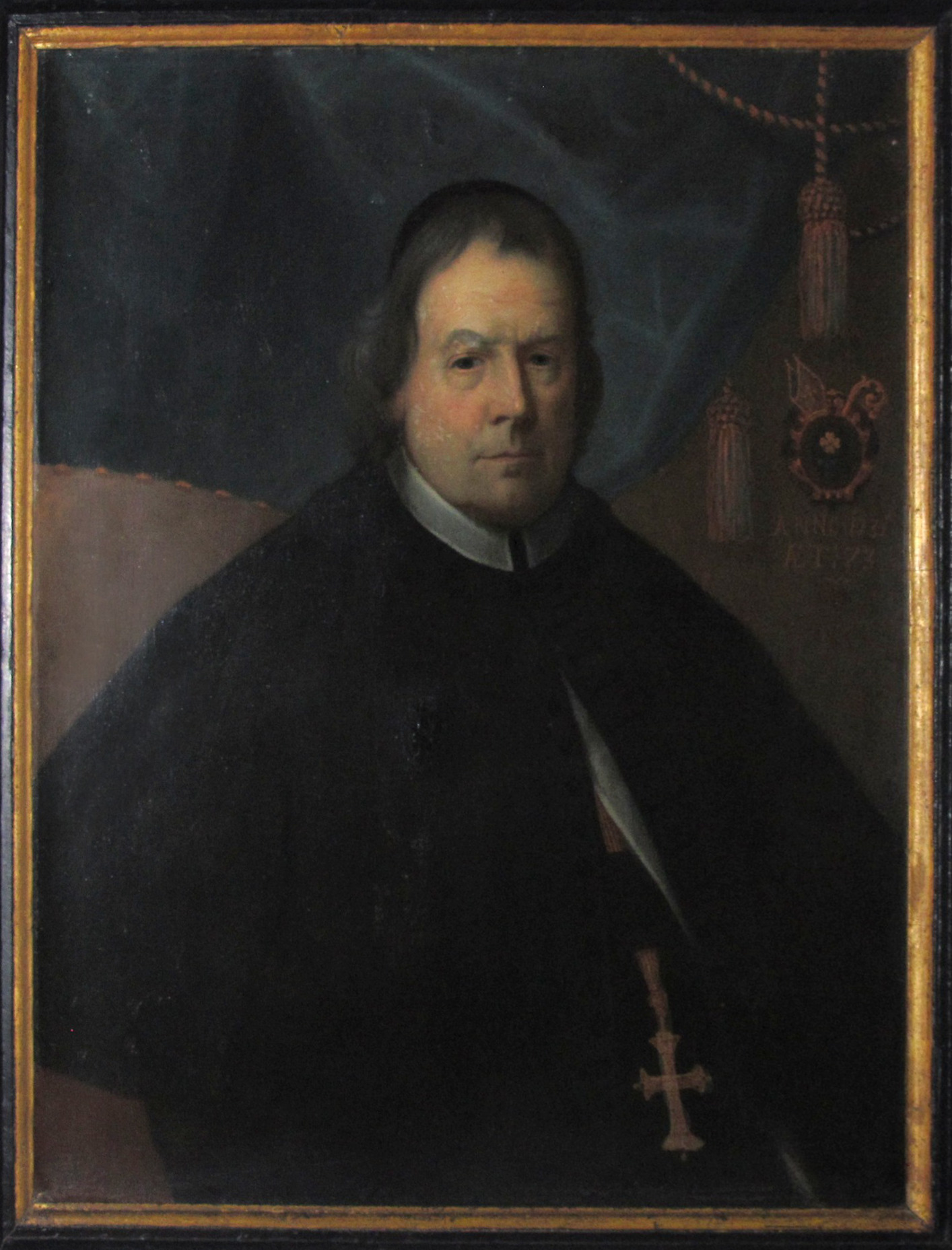
Nikolaus Heyndal, als Abt von Rolduc

Nikolaus Heyendal, flämisch auch: Nicolaus, Nicolaes oder Nicolas sowie Heyendael, (* 1. September 1658 in Walhorn; † 5. Mai 1733 in Klosterrath) war ein aus dem Herzogtum Limburg stammender Theologe und Abt der Abtei Rolduc.

## Leben und Wirken
Abstammend aus einer alten limburgischen Familie, deren Mitglieder über viele Jahrhunderte wichtige Positionen als Drossarte der Bank Walhorn und Schöffen des Hohen Gerichtes im Herzogtum Limburg bekleideten, besuchte der Sohn des Gemeindesekretärs Henricus Heyendael (1631–1662) und der Margaretha Franck († 1709) die „Jesuitenschule Marianum“ in Aachen, dem späteren Kaiser-Karls-Gymnasium und begann anschließend ein Studium der Philosophie im ehemaligen Dominikanerkloster Aachen. Nach zwei Jahren reiste er nach Rom um seine Studien zu vollenden, wurde aber auf dem Wege dorthin von venezianischen Söldnern gefangen genommen. Sie zwangen ihm eine Ausbildung zum Kriegsdienst auf und schickten Heyendal hierzu nach Korfu, wo sich ein wichtiger Stützpunkt der venezianischen Flotte befand. Trotz aller Widrigkeiten eignete er sich dort die griechische Sprache an. Dies verhalf ihm, nach einigen Jahren nach Italien zu fliehen und zunächst in Mailand zu verbleiben, wo er nun Italienisch lernte und Unterricht in Rhetorik erteilte.
Vier Jahre nach seiner Gefangenschaft kehrte er schließlich wieder in seinen Heimatort Walhorn zurück, wo man gerade zu jenem Zeitpunkt ein Seelenamt für den Totgeglaubten abhalten wollte, dem er dann zur Überraschung der Gemeinde unerwartet beiwohnte. Im Jahr 1681 wechselte Heyendal zur Universität Löwen, wo er ein Studium der Rechte und alter Sprachen begann aber auch an theologischen Vorlesungen teilnahm. Hierbei kam er mit Dozenten in Berührung, die dem Jansenismus nahestanden, was Einfluss auf seine weitere theologische Einstellung und Entwicklung haben sollte.
Nach bereits zwei Jahren meldete er sich im Sommer 1683 als Postulant im Kloster Rolduc der Augustiner-Chorherren an, von dem er gehört hatte, dass eine Reform des gemeinschaftlichen Lebens in der Abtei durchgeführt und eine strengere Ordensregel eingeführt werden sollte. Trotz anfänglichen Widerstrebens mehrerer Chorherren, auf Grund seiner Militärzeit ihn aufzunehmen, entschied sich der amtierende Abt Johann Bock trotzdem für Heyendal. Ein Jahr später wurde er als Novize übernommen und legte am 25. November 1685 sein Gelübde ab. Anschließend begann er als Novizenmeister ein Studium der Theologie und wurde 1689 von Johann Bock zum Hauptverwalter des Klosters ernannt. In dieser Zeit machte sich Heyendal unter anderem auch einige seiner Glaubensbrüder in Rolduc zu Gegnern, als er ganz nach seinen Jansenitischen Überzeugungen die Aachener Jesuiten auf Grund ihres vermeintlichen Irrglaubens von einem Studium in Rolduc abhalten wollte. Dies führte 1691 dazu, dass sein Abt Bock ihn als Rektor an die Nikolauskirche in Eupen versetzte.
Auch hier schaffte sich Heyendal erneut Feinde, als er den seiner Meinung nach schlechten Religionsunterricht besonders durch wallonische Kapuziner kritisierte. Er entband diese vom Unterricht und übernahm ihn selber. Nach mehreren Mordversuchen an Heyendal und der angespannten Lage beklagten sich die Eupener Stadtväter und Bürger wegen dessen Festhaltens an die Lehre des Jansenismus sowohl beim Generalstatthalter der Spanischen Niederlande, Kurfürst Maximilian II. Emanuel von Bayern, als auch bei Joseph Clemens von Bayern, welcher seit 1695 in Personalunion Erzbischof von Köln und Fürstbischof von Lüttich und damit auch für Eupen und alle anderen Pfarren im Herzogtum zuständig war. Daraufhin erhob Abt Johann Bock mit Genehmigung des Fürstbischofs im Jahre 1695 die Nikolauskirche zur eigenständigen Pfarrei, um dadurch die Position von Heyendal, nunmehr tätig als Pfarrer und nicht nur als Rektor, aufzuwerten und zu stärken. Die Anfeindungen ließen jedoch nicht nach, die durchweg erfolglosen Beschwerden und die Drohungen gingen weiter und Heyendals Predigten wurden durch Johlen und Schreien unmöglich gemacht. Doch um „des lieben Friedens willen“ beorderte Bock daraufhin Eupens ersten Pastor Heyendal am 11. August 1697 nach Rolduc zurück und übertrug ihm eine Professur für Theologie. Die Eupener Vorfälle schrieb Heyendal 1698 in seinem Aufsatz „Persecutio Eupennensis ad anno 1694 usque ad annum 1697“ nieder, welcher allerdings bis auf wenige überlieferte Textstellen als verschollen gilt.
Am 17. November 1706 wurde Heyendal zunächst zum Prior und nach dem Tod von Johann Bock am 24. Juni 1712 zum Abt ernannt. Doch auch jetzt sollten die Anfeindungen gegen Heyendal nicht enden und besonders der ehemalige Theologieprofessor und Augustiner Bernard Desirant (1656–1725) unternahm von Aachen aus eine leidenschaftliche aber letztlich erfolglose Polemik gegen ihn und das Kloster.
In seiner Zeit als Prior und Abt verfasste Heyendal noch mehrere Publikationen, für deren vorzüglichen Schreibstil er „calamus aureus“, die goldene Feder, genannt wurde. Hierbei war es vor allem sein Verdienst, dass die Zins- und Lehnbücher der Abtei neu überarbeitet sowie die Klosterrather Jahrbücher, Annales Rodenses, fortgeschrieben worden sind, die später durch einen der letzten Stiftsherrn der Abtei, Simon Peter Ernst (1744–1817), als Supplement herausgegeben wurden. Darüber hinaus ließ er 1714 den zerfallenen Klosterrather Hof in Ahrweiler, der sich seit 1300 als Herrenhof im Besitz der Augustiner-Chorherren von Rolduc befand, neu aufbauen und mit zwei Keltern, einer Ringmauer und einem Ausfahrtstor erweitern. Dieser Neubau wurde nun Rodderhof genannt, welcher heutzutage als First-Class-Hotel dient.

## Schriften (Auswahl)
- Nicolas Heyendal, Jean Bock: Le Jour évangélique, ou Trois-cens-soixante-… véritez tirées de la Morale du Nouveau-Testament: … recueillies par un abbé régulier de l’Ordre de S. Augustin. 1699.
- Orthodoxia fidei et doctrinae Abbatis et Canonicorum Regularium s. Augustini monasterii Rodensis. 1710.
- Apologia pro Abbate et Priore monasterii Rodensis contra eximium Bernardum Desirant. Antwerpen, 1710.
- Annales Rodenses. Stadtarchiv Aachen.